# 劉子房
劉子房（りゅう しぼう、孝建3年（456年）- 泰始2年10月1日（466年10月25日））は、南朝宋の皇族。松滋侯。孝武帝劉駿の六男。字は孝良。

## 経歴
孝武帝と何淑儀のあいだの子として生まれた。大明4年（460年）1月、尋陽王に封じられた。冠軍将軍・淮南宣城二郡太守に任じられた。大明5年（461年）9月、南豫州刺史・淮南郡太守に転じた。大明6年（462年）、宣城郡太守を兼ねた。大明7年（463年）、右将軍の号を受けた。永光元年（465年）1月、東揚州刺史に転じた。同年（景和元年）、東揚州刺史から退き、都督会稽東陽新安臨海永嘉五郡諸軍事・会稽郡太守となった。
同年（泰始元年）12月、明帝が即位すると、子房は督から都督に改められ、安東将軍の号を受けた。泰始2年（466年）1月、撫軍将軍・太常に任じられたが、長史の孔覬が命を拒否し、晋安王劉子勛に呼応して挙兵した。劉子勛が帝を称すると、子房は車騎将軍・開府儀同三司の位を受けた。3月、明帝の派遣した巴陵王劉休若らの東征軍に敗れ、孔覬は上虞県令の王晏に殺害された。子房も捕らえられ、建康に送られ、松滋県侯に降封された。10月、永嘉王劉子仁・始安王劉子真らとともに殺害された。

## 伝記資料
- 『宋書』巻80 列伝第40
- 『南史』巻14 列伝第4